# Salgueiro AC
Salgueiro Atlético Clube är en fotbollsklubb från Salgueiro i delstaten Pernambuco i Brasilien. Klubben grundades den 23 maj 1972 och har som enda mästerskapstitel vunnit andradivisionen av Campeonato Pernambucano, vilket skedde 2007. Klubben spelade sin första säsong i den högsta divisionen av Campeonato Pernambucano 2006. Salgueiros största rival är Icasa.